# Nicolaus Wilckens (Archivar)
Nicolaus Wilckens (* 13. Juli 1676 in Hamburg; † 2. Oktober 1724 ebenda) war ein deutscher Jurist und Archivar.

## Herkunft und Familie
Wilckens Eltern waren der Hamburger Kaufmann Arnold Wilckens und Margaretha Langermann. Der gleichnamige Hamburger Ratsherr Nicolaus Wilckens (1649–1725) war sein Onkel.
Wilckens heiratete am 13. August 1703 Susanna Maria geb. Trainer († 1740), Witwe des Advokaten Marcus Ester (1666–1697). Der Dichter Matthäus Arnold Wilckens († 1759) war sein Sohn.

## Leben und Wirken
Nach seiner Schulbildung in Hamburg studierte Wilckens ab 1697 Jurisprudenz an der Universität Halle. Später wechselte er an die Universität Straßburg und schloss schließlich sein Studium am 10. Januar 1702 als Doktor der Rechte an der Universität Basel ab.
Wilckens bereiste nach seinem Studium die Schweiz, Frankreich, Holland und Deutschland, kehrte dann nach Hamburg zurück und ließ sich hier als Advokat nieder. Am 2. Mai 1721 wurde er, als Nachfolger des 1721 zum Ratsherr gewählten und späteren Bürgermeisters Nicolaus Stampeel (1673–1749), zum Archivar der Stadt Hamburg gewählt. Als Archivar veröffentlichte er verschiedene Lebensbeschreibungen. Wilckens starb bereits 3 Jahre nach seinem Amtsantritt im Alter von 48 Jahren. Seine hinterlassenen Manuskripte wurden nach seinem Tod versteigert. Der Hamburger Theologe und Historiker Christian Ziegra gab einige dieser Schriften heraus.

## Werke
- Dissertatio inauguralis de fine et scopo imperii Romano Germanici. Johann Brandmüller, Basel 1702 (Digitalisat bei Google Books).
- „Leben D. Adami Thracigeri, Nebst verschiedenen dazu gehörigen Beylagen“. Johann Nicolaus Gennagels Witwe, Hamburg 1722 (Digitalisat bei Google Books).
- „Leben des berühmten D. Alberti Crantzii, welchem beygefüget ist Sein Defensorium Ecclesiae, aus einem MSCto von Ao. 1514. Ingleichen Ein Heiligen-Calender, aus dem Missal desselben Crantzii, gedruckt zu Straßburg Ao. 1509“. Theodor Christoph Felginer, Hamburg 1722 (Digitalisat auf den Seiten der Bayerischen Staatsbibliothek).
- Leben des gelehrten Lucae Holstenii, protonotarii apostolici, S. Petri Basilicae Canonici, und Bibliothecae Vaticanae custodis. Theodor Christoph Felginer, Hamburg 1723 (Digitalisat bei Google Books).
- „Leben Des Berühmten Joh. Friderici Gronovii, Nebst einigen seinen Briefen, die guten Theils bisher ungedruckt, Wie auch einer Kurtzen Nachricht Von zween dessen guten Freunden, Bernh. Damcken, Und Joh. Christenio“. Theodor Christoph Felginer, Hamburg 1723 (Digitalisat bei Google Books).
- Leben der berühmten Lindenbrogiorum, Nebst einer Nachricht vom Leben Geverharti Elmenhorstii, Joachimi Moersii, Heliae Putschii und Cornelii Dalii. Theodor Christoph Felginer, Hamburg 1723 (Digitalisat bei Google Books).
- Leben des gelehrten Petri Lambecii, Sacrae Caesareae Maiestatis consiliarii, historiographi und bibliothecarii. Theodor Christoph Felginer, Hamburg 1724 (Digitalisat auf den Seiten der Bayerischen Staatsbibliothek).

Nach Wilckens Tod gab Christian Ziegra heraus:
- „Nicolaus Wilckens, weiland J. U. D. und Archivarius der Stadt Hamburg, Hamburgischer Ehrentempel, in welchem eine Menge glaubwürdiger, und so viel möglich vollständiger Lebensbeschreibungen gelehrter und verdienstvoller Männer, die theils in theils ausser Hamburg gebohren worden, und daselbst im geistlichen und weltlichen Stande der Stadt gedienet haben, oder auch in einem Privatleben geblieben, oder auswärtig befördert worden sind, aufgestellet werden“. Hrsg.: Christian Ziegra. Christian Simon Schröder, Hamburg 1770 (Digitalisat bei Google Books).
- „Nicolaus Wilkens, weiland J. U. D. und Archivarius der Stadt Hamburg, Anmerkungen über die beyden vordersten Titel im ersten Theile des Hamburgischen Stadtbuchs, wie auch über den Receß vom Jahre 1603. nebst historischen und documentirten Nachrichten von einigen die Hamburgischen Grundverfassungen betreffenden Begebenheiten“. Hrsg.: Christian Ziegra. Christian Simon Schröder, Hamburg 1773 (Digitalisat auf den Seiten der Staatsbibliothek Berlin).
- „Nicolaus Wilkens Nachricht von der in den Jahren 1606 und 1607 an den König von Spanien abgeordneten Gesandtschaft der Hansestädte, nebst Vergleichung der hansischen Privilegien in Castilien, Portugall und Andalusien, auch vollständigem Tagebuche des Lübeckischen Rathsherren und hansischen Abgeordneten Heinrich Brokes, wie auch dessen und seiner Collegen Lebenslaufe“. Hrsg.: Christian Ziegra. Christian Simon Schröder, Hamburg 1774 (Online bei Google Books).
- „Nachtrag zum Versuch einer zuverlässigen Nachricht von dem kirchlichen und politischen Zustande der Stadt Hamburg in den mittlern Zeiten, aus der Sammlung des ehemaligen Hamburgischen Archivarii D. Nicolai Wilkens“. Hrsg.: Christian Ziegra. Schröders Witwe, Hamburg 1775.[4]